# 마이틸어
마이틸어(영어: Maithili language) 또는 마이틸리어는 인도 비하르주 북부에서 사용되는 언어로 인도아리아어군 비하르어파에 속한다. 네팔에서도 극소수가 사용한다. 미틸라 지방의 마이틸인들이 주로 쓴다. 인도와 네팔에서는 공식 지역어 중 하나로 지정되어 있다.

## 같이 보기
- 인도의 공용어 목록